# Heriberto Effting
Heriberto Effting (Timbó, 6 de setembro de 1924 – Criciúma, 29 de setembro de 1986) foi um empresário e industrial brasileiro.

## Vida
Filho de João Effting, proveniente de família alemã, e de Alvina Soerensen Effting. Casou com Nilza Kindermann Effting (1926 – 2 de março de 2018), filha de Fernando Kindermann, em 16 de outubro de 1947. Tiveram duas filhas, Sônia e Ângela.

## Carreira

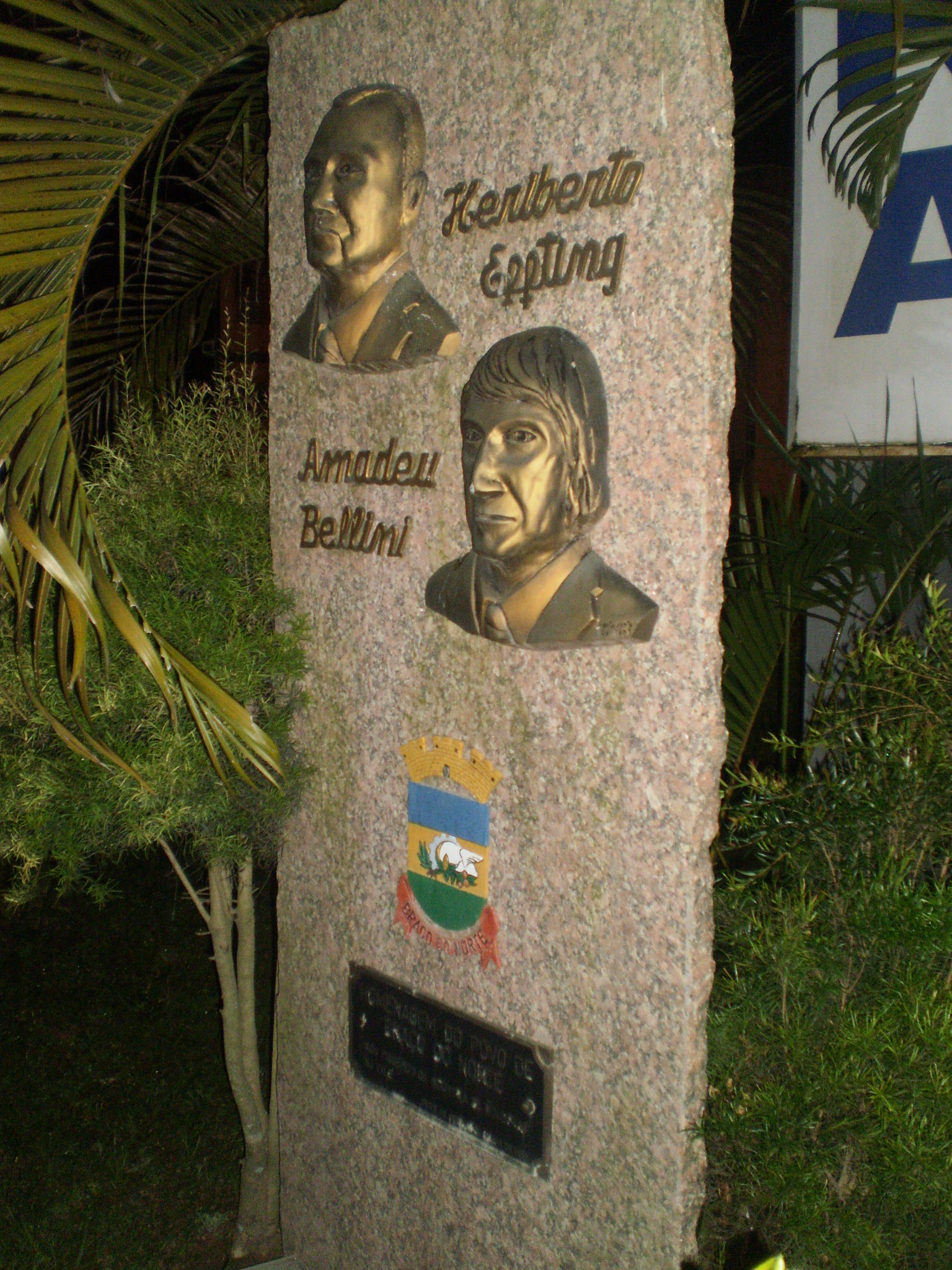
Monumento aos pioneiros da indústria moldureira braçonortense, na Praça Coronel Collaço, em Braço do Norte

Seu pai fundou com Rodolfo Feuser uma fábrica de espelhos em Vargem do Cedro, sendo Heriberto enviado a São Paulo para aprender a trabalhar com vidro. Produziam também molduras em vidro trabalhado. Em 1942 João Effting mudou-se com a família para Braço do Norte, levando o empreendimento industrial, que deu origem à Fábrica de Espelhos Santa Luzia.
Foi sepultado no Cemitério Municipal de Braço do Norte.

## Bibliografia

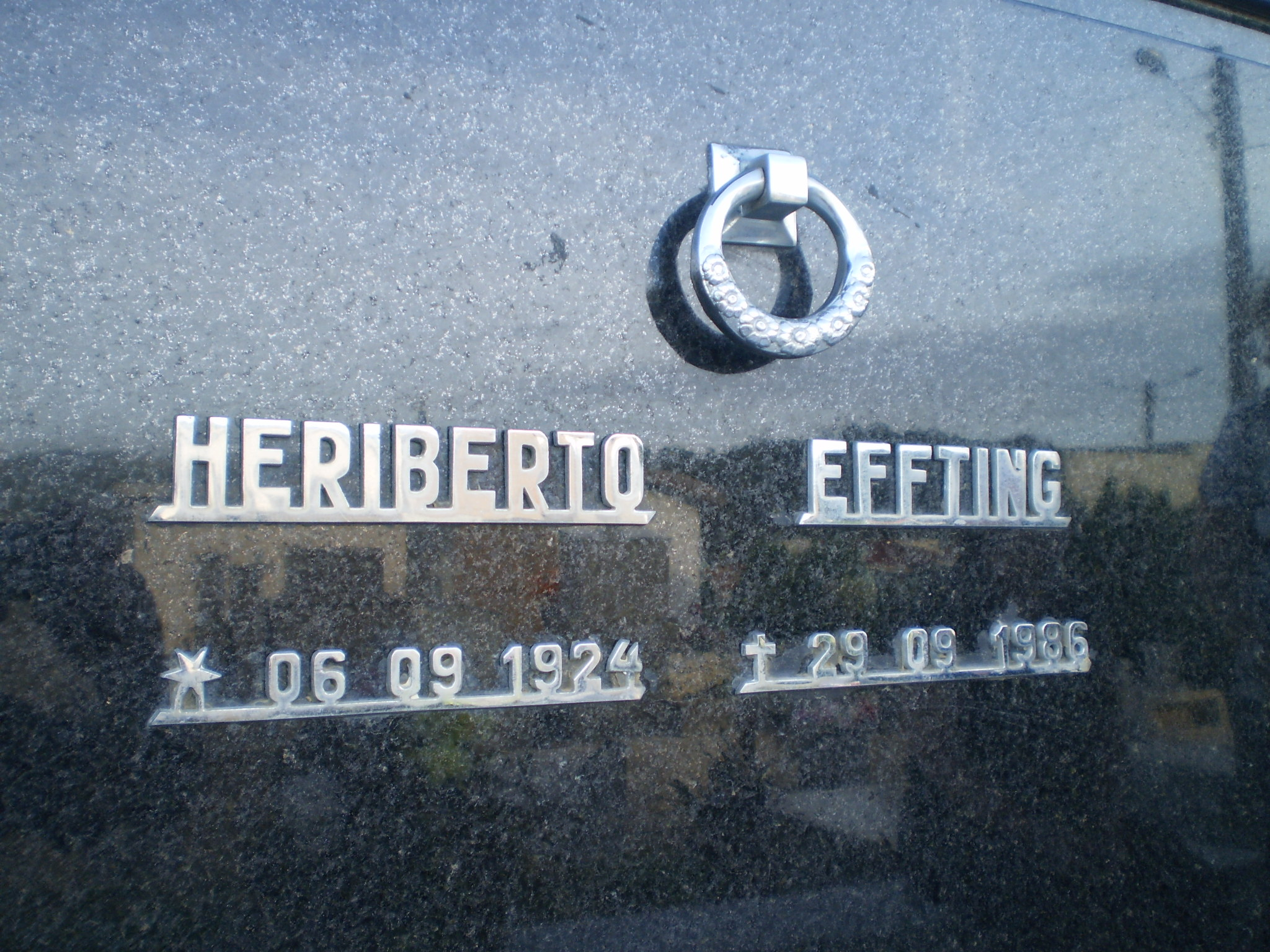
Lápide no Cemitério Municipal de Braço do Norte